# Винкелхајд
Винкелхајд (њем. Winkelhaid) општина је у њемачкој савезној држави Баварска. Једно је од 27 општинских средишта округа Нирнбергер Ланд. Према процјени из 2010. у општини је живјело 4.100 становника. Посједује регионалну шифру (AGS) 9574164.

## Географски и демографски подаци
Винкелхајд се налази у савезној држави Баварска у округу Нирнбергер Ланд. Општина се налази на надморској висини од 427 метара. Површина општине износи 6,5 km². У самом мјесту је, према процјени из 2010. године, живјело 4.100 становника. Просјечна густина становништва износи 627 становника/km².

## Међународна сарадња
| Мјесто | Држава  | Врста сарадње | Од    |
| ------ | ------- | ------------- | ----- |
| Тајс   | Италија | партнерство   | 1985. |
| Извор  |         |               |       |